# Агатокъл (Египет)
Вижте пояснителната страница за други личности с името Агатокъл.
Агатокъл (на старогръцки: Ἀγαθοκλής, Agathokles; fl.: 3 век пр.н.е., † 203/202 пр.н.е.) е политик на Птоломеиски Египет, министър на Птолемей IV (221 – 204 пр.н.е.).

## Биография
Той е син на принц Агатокъл (най-възрастният син и наследник на диадох Лизимах и Никея Македонска) и неговата съпруга Oinanthe. Неговата баба по бащина линия е Теоксена от Египет, сиракузка принцеса. Неговата сестра Агатоклея († октомври 203 пр.н.е.) е влиятелна любовница на Птолемей IV.
Като млад той сипва виното в двора на цар Птолемей III и по-късно близък (ἑταῖρος, ἐρώμενος, concubinus) на цар Птолемей IV. Най-късно от 219 пр.н.е. той ръководи заедно със Сосибий египетската политика и допринася значително за подготовката на битката при Рафия. През 216/215 пр.н.е. той е Александър-свещеник, 207/206 пр.н.е. собственик на чифлик.
Чрез фалшиво завещание през 204 пр.н.е. заедно със Сосибий той е отговорен за малолетния цар Птолемей V. Арсиноя III води регентството за малолетния си син Птолемей V, но е убита през лятото 204 пр.н.е. при дворцов бунт от министрите Агатокъл и Сосибий. Следващата година заедно с неговите роднини той е убит от разгневена група.